# Distrito de Chirinos
El Distrito de Chirinos es uno de los siete distritos de la Provincia de San Ignacio en el Departamento de Cajamarca, bajo la administración del  Gobierno regional de Cajamarca, en el Perú.   
Desde el punto de vista jerárquico de la Iglesia católica forma parte del Vicariato Apostólico de San Francisco Javier, también conocido como Vicariato Apostólico de Jaén en el Perú.

## Historia
El distrito fue fundado por el Capitán Español Diego Palomino en el año de 1549 en las nacientes del río Chirinos lo que ahora se conoce como Santa Águeda en el Distrito de San José de Lourdes frente al Cantón de Valladolid en el vecino país de Ecuador, por las constantes luchas con los jíbaros y awajún, la población se vio obligada a reubicarse en lo que ahora es el pueblo de Chirinos, un pueblo con mitos, leyendas y costumbres como el toro de oro, la historia de la virgen, el cura sin cabeza, la duenda o chununa y su danza típica y ancestral.                                                                                                                            Proclamó su independencia por libre determinación de su pueblo el 12 de febrero del año de 1821, participó en la proclamación de la independencia de Jaén el 4 de junio de 1821, se creó como pueblo por Ley N.º 12301 del 3 de mayo de 1955 y por Ley Nº15560; el 12 de mayo de 1965 pasa a formar parte de la Provincia de San Ignacio.
Desde el año de 1821 la jurisdicción de Chirinos fue casi todo el territorio de la que ahora es la provincia de San Ignacio a excepción del Distrito de Tabaconas y las comunidades nativas que se encuentran en los distritos de San José de Lourdes y Huarango; con un territorio de 4200  km² aprox . San Ignacio perteneció a Chirinos hasta el año de 1857 cuando fue creado como Distrito, dentro de la jurisdicción del Distrito de Chirinos hay dos comunidades campesinas, la comunidad campesina de San Juan de Chirinos del Pucara o PUKARA,y fue creada el 3 de marzo del año de 1729 por los Reyes de España quienes extendieron los Títulos de propiedad, el último de los CACIQUES que tuvo la Comunidad Campesina fue Don FRANCISCO de MISHANANGO; y la comunidad campesina de San Pedro de Perico.En la actualidad se conservan nombres de caseríos con denominaciones quechuas, caserío Chulapa, Sillarrume, churupampa, Shimanilla, Chucalama, Huacacuro, Angaila, Chinchiquilla.
DANZA DE LOS CHIRINOS:
ORIGEN DE LA DANZA: La danza es autónoma del distrito de chirinos, fue creada por: Francisco Mishanango (Cacique (influencia dominante en asuntos políticos o administrativos), Gaspar Asharico, Santiago Felipe, que vivían a orden de Manuel Cusaca.
DESCRIPCIÓN DEL VESTUARIO: Antes no era obligatorio uniforme, no se distinguía, pero si se utilizaba shacapas (van en el tobillo), un gorro puntiagudo en el que va enredado con una tela plumas de animales, (gallo, pavo real), y llevan unas pallas (instrumento) en la mano, y el que anuncia la danza lleva un pororó (cacho de toro), los maiziantes llevan su chicote en la mano para reprender al que se pierde en la danza, ahora el vestuario es una camisa roja y un pantalón negro y todo lo antes dicho.
CUANDO Y DONDE SE BAILA: La danza se baila 2 veces al mes cada 15 días, en fiestas costumbristas de nuestro distrito, pero también se les realizan invitaciones a diferentes sitios de nuestra región de Cajamarca.
MÚSICA: Un cajero y un pífano, para el ritmo de la danza.
MOVIMIENTO: Esta organizada por 15 danzantes, 6 por lado y dos maiziantes que son encargados de (reprender al que se pierde en la danza) y un viejo, lleva un chicote de trenza de cabuya, y se basa en dar ligeros pasos hacia adelante y luego hacia atrás.

## Capital
Su capital es el poblado de Chirinos que se encuentra a 1830 m s. n. m.

## División política
Políticamente está conformado por 3 centros poblados y 65 caseríos. Entre ellos tenemos: 

### Centros poblados
- Las Pirias.
- Perico.
- Tamborapa.

### Caseríos grandes
- El Corazón.
- Cordillera Andina.
- La Palma.
- EL Tablón

### Caseríos medianos
- El Triunfo
- El Higuerón.
- Santa cruz.
- El Limón.
- Santa Rosa.
- El Cruce.
- Pacasmayo.
- Huacacuro.
- Balcones.
- San Francisco.
- Cunía.
- Hawái.
- Cerezal.
- San Pedro.
- Juan Velasco Alvarado.
- Santa Lucía.
- La Lima.
- Balcones.
- Los Cuyes.
- La Florida.
- Churupampa.
- La Laguna.
- Nueva Esperanza.
- El Cárcamo.
- Chulalapa.
- Huadillo.
- San Miguel de los Huarangos.
- La Laguna.
- Naranjos.
- La Quinua.
- Yucarica.
- Huarango casado.
- Pampa de la quinua
- Yucarica
- Shimanilla
- Latranca
- Chuchuhuasi

### Caseríos pequeños
- El Corazón de Jesús.
- Pueblo Libre.
- Sillarrume.
- El muyo.

## Personas destacadas
POLÍTICOS:
- Goyo Santos Guerrero: Ex Gobernador de Cajamarca (2011-2014). Fue candidato presidencial por Democracia Directa en las elecciones de 2016.
- Juventino Sadón Gómez Torres : Dos veces Alcalde de Chirinos (2007-2014) y también Alcalde de San Ignacio (2015-2017) .
- Felicita Tocto Guerrero : Fue congresista por Somos Perú representando a la región  Cajamarca para el periodo (2020-2021).
- Parcemón Jiménez Ruiz : Dos veces Alcalde de Chirinos (1981-1985) y también  Diputado por el APRA   representando a la región  Cajamarca para el periodo (1985-1990).

## Población
El distrito de Chirinos según el censo nacional del año 2017 cuenta con una población de 14 592 habitantes. 
Su actividad principal es el cultivo de Café, siendo considerado entre uno de los mejores cafés del mundo por su gran calidad tanto en sabor y aroma y rendimiento en tasa; además se dedica al cultivo de arroz y ganado vacuno en las zonas del valle y también al cultivo de productos de pan llevar y frutas como la granadilla, naranja , lima, piña, plátano y otros.

## Autoridades

### Municipales
- Alcalde: Sr. Asunción Ramírez Ocupa.
- Alcalde: Sr. Luis Beltrán Vela Oyarce.
- Alcalde: Sr. Juan Teodolfo Nuñez Castillo.
- Alcalde: Sr. Bartolomé Ocupa Tocto.
- Alcalde: Sr. Parcemon Jiménez Ruiz.
- Alcalde: Sr. Mercedes Altamirano Davila.
- Alcalde: Sr. Juan Olano Vargas.
- Alcalde: Sr. Celestino Ocupa Jiménez.
- Alcalde: Sr. Demetrio Córdova Guerrero.
- Alcalde: Sr. Vicente Pérez Lozano (1990-1992 )
- Alcalde: Sr Rogelio Contreras Silva ( 1993-1995 )
- Alcalde: Sr. Meregildo Silva Ramírez ( 1996-1998 )
- Alcalde: Sr. Agustín Díaz Cano ( 1999-2006 ).
- Alcalde: Sr. Juventino Sadon Gómez Torres ( 2007-2014 ).
- Alcalde: Sr. Agustín Díaz Cano ( 2015-2018 ).
- Alcalde :Sr. Nelson Quiñones Guerrero. (2018-2022).
- Alcalde :Sr. Roger Nelson Pintado Ocupa. (2023-2026).

### Policiales
- Comisario:    PNP

### Religiosas
- Vicariato Apostólico de Jaén[2]
  - Vicario apostólico: Mons. Gilberto Alfredo Vizcarra Mori, S.J.

## Festividades
- 24 de junio fiesta patronal de san Juan Bautista.
- 30 de agosto Santa Rosa de Lima, Feria del Café.
- 01-2 de noviembre Fiesta de Todos los Santos.

## Acceso
El distrito de Chirinos tiene una topografía accidentada, con pendientes pronunciadas. La topografía, así como la característica de los suelos, muestran condiciones favorables para desarrollar actividad agrícola, ganadera y turística, entre otras. Así mismo, presenta un relieve muy variado con valles, quebradas, y llanuras por sectores. El distrito presenta climas cálidos en los valles bajos, donde se ubican los caseríos de Cunía, Hawái, Cerezal, Las Juntas y los centros poblados de Puerto Tamborapa y Perico, con temperaturas de hasta los 30 °C; mientras que en las zonas altas el clima es templado o frío.  El clima es benigno y primaveral. Las épocas de lluvias son de enero a abril.

### Vías de acceso a la ciudad de Chirinos
El pueblo de Chirinos es la capital del distrito. Para llegar al pueblo de Chirinos, tomando como punto de partida la ciudad de Chiclayo se hace a través de la carretera asfaltada Chiclayo – Tarapoto (Carretera Fernando Belaúnde Terry) hasta la localidad de Cruce Chamaya, donde existe un desvío a la ciudad de Jaén. Desde este punto se toma la carretera  Jaén – San Ignacio. En el tramo de la carretera Jaén – San Ignacio se encuentra el centro poblado Puerto Tamborapa, el mismo que pertenece al distrito de Chirinos. Siguiendo la vía asfaltada, se encuentra un desvío hacia la ciudad de Chirinos, lugar denominado Cruce Chirinos, desde donde se empieza el ascenso, pasando por el Caserío Hawái (5 km) y el caserío Cunía (4 km), continuando llegamos al Caserío Juan Velasco, al Centro Poblado El Tablón (6 km) ubicado a 943 m s. n. m. posteriormente al caserío Naranjos, al Caserío El cruce y llegamos a la ciudad de Chirinos ubicada a 1850 m s.n.m.
Considerando como punto de referencia la ciudad de Chiclayo, el acceso a la zona, sería:
| Tramo                               | Tiempo   | Longitud | Tipo vía  | Estado de la vía |
| ----------------------------------- | -------- | -------- | --------- | ---------------- |
| Chiclayo-Olmos                      | 120 min. | 100 km   | Asfaltada | Bueno            |
| Olmos - Chamaya                     | 220 min. | 181 km   | Asfaltada | Bueno            |
| Chamaya – Jaén                      | 15 min.  | 15 km    | Asfaltada | Bueno            |
| Jaén - Puerto Tamborapa             | 30 min.  | 35 km    | Asfaltada | Bueno            |
| Puerto Tamborapa – Cruce Chirinos   | 10 min.  | 1 km     | Asfaltada | Bueno            |
| Cruce Chirinos – Ciudad de Chirinos | 50 min.  | 25 km    | Asfaltada | Bueno            |

Otra de las rutas tomando como punto de partida la Ciudad de Cajamarca, es la carretera asfaltada Cajamarca – Chota – Cutervo - Chiple. En este punto se toma la carretera asfaltada Chiclayo – Tarapoto (Carretera Fernando Belaúnde Terry) hasta la localidad de Cruce Chamaya, lugar donde existe un desvío a la ciudad de Jaén. Desde Jaén se toma la carretera  Jaén – San Ignacio. En el tramo de la carretera Jaén – San Ignacio se encuentra el centro poblado Puerto Tamborapa, el mismo que pertenece al distrito de Chirinos. Siguiendo la vía asfaltada, se encuentra un desvío hacia la ciudad de Chirinos, lugar denominado Cruce Chirinos, desde donde se empieza el ascenso, pasando por el caserío Hawái (5 km) y el caserío Cunía (4 km), continuando llegamos al caserío Juan Velasco, al centro poblado El Tablón (6 km) ubicado a 943 m s. n. m., posteriormente al caserío Naranjos, al Caserío El Cruce y finalmente a la ciudad de Chirinos ubicada a 1 850 m.s.n.m.
| Tramo                               | Tiempo   | Longitud | Tipo vía  | Estado de la vía |
| ----------------------------------- | -------- | -------- | --------- | ---------------- |
| Cajamarca - Chota                   | 180 min. | 108 km   | Asfaltada | Bueno            |
| Chota - Cutervo                     | 60 min.  | 65 km    | Asfaltada | Bueno            |
| Cutervo - Chiple                    | 151 min. | 79 km    | Asfaltada | Bueno            |
| Chiple - Jaén                       | 42 min.  | 35 km    | Asfaltada | Bueno            |
| Jaén - Puerto Tamborapa             | 30 min.  | 35 km    | Asfaltada | Bueno            |
| Puerto Tamborapa – Cruce Chirinos   | 10 min.  | 1 km     | Asfaltada | Bueno            |
| Cruce Chirinos – Ciudad de Chirinos | 50 min.  | 25 km    | Asfaltada | Bueno            |